# ビリー・ワグナー
ウィリアム・エドワード・ワグナー（William Edward Wagner, 1971年7月25日 - ）は、アメリカ合衆国バージニア州スミス郡マリオン出身の元プロ野球選手（投手）。愛称はビリー・ザ・キッド（Billy the Kid）。
現役時代はヒューストン・アストロズ、ニューヨーク・メッツなどでクローザーとして活躍、通算422セーブを記録した。2025年シーズン終了時点で、MLBにおける最多セーブ投手の獲得経験のない投手では最多のセーブ数である。
息子のウィル・ワグナーもプロ野球選手（内野手）である。

## 経歴

### プロ入り前
元々は右投げであったが、5歳の頃にアメリカンフットボールで右腕を2回骨折した。本人は当時について「フットボールができないとイライラして、帽子を無茶苦茶にしていたね」と語っている。そのため、回復を待ちきれなかったワグナーは、利き腕ではなく全く痛めていない左腕で投げるようになった。こうして、現在の左腕での投球がなされるようになったのである。

### プロ入りとアストロズ時代
1993年のMLBドラフト1巡目（全体12位）でヒューストン・アストロズから指名され、プロ入り。
1995年9月13日にメジャーデビューを果たし、この年のメジャー登板はこの1試合でシーズンを終えた。
1996年開幕当初はAAA級ツーソン・トロズ所属だったが、先発投手として12試合に登板して6勝2敗、防御率3.28を記録した。6月6日からはメジャーで登板し、リリーフとして37試合に登板し、防御率2.44、奪三振率11.67を記録した。
1997年は29回のセーブ機会で23セーブで成功し、66.1回を投げ106三振を記録した。シーズン奪三振率14.4はシーズン50回以上投げた投手のMLB記録となった。
1998年は7月16日から15日間の故障者リスト入りとなったが、58試合に登板して球団史上3位となる30セーブを記録した。
1999年、球団新記録となる39セーブを記録した。ナショナルリーグのローレイズ・リリーフマン賞を受賞し、サイ・ヤング賞の投票ではランディ・ジョンソン、マイク・ハンプトン、ケビン・ミルウッドに次ぐリリーフ投手として最高の4位に入った。
2000年は故障のため28試合の登板に留まり、防御率6.18、2勝4敗6セーブに終わった。
2001年10月2日、史上最速となる341イニングでの通算500奪三振を達成し、ロブ・ディブルが持っていた記録を更新した（2015年にクレイグ・キンブレルに更新された）。この年は64試合に登板して防御率2.73、2勝5敗39セーブを記録した。2002年1月には2002年から3年総額2700万ドル、4年目は球団オプションで契約延長した。
2003年6月8日のタンパベイ・デビルレイズ戦で通算200セーブを達成し、デーブ・スミスの持つの球団記録の199セーブを更新した。6月11日のニューヨーク・ヤンキース戦ではロイ・オズワルトらと共に、継投によるノーヒットノーランを達成。結局この年は、ナ・リーグ3位、球団新記録となる44セーブを記録した。またこの年はメジャー全試合で100mph（約161km/h）が199回記録されたが、そのうち159回がワグナーの記録したものだった。

### フィリーズ時代

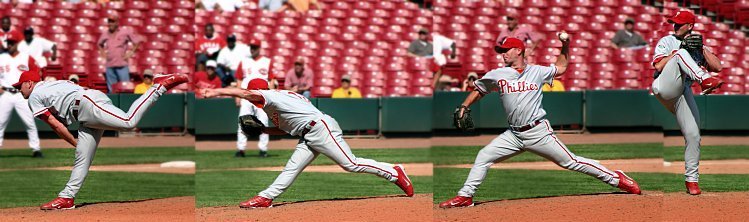
フィラデルフィア・フィリーズでの現役時代
（2004年）

アストロズは年俸総額抑制のため主力選手の放出をしなければならなくなり、オクタビオ・ドーテルやブラッド・リッジの成長も重なってワグナーはトレード要員の有力候補となった。そして2003年11月3日にブランドン・ダックワース、テイラー・バックホルツ、エセキエル・アスタシオとの1対3のトレードで、フィラデルフィア・フィリーズへ移籍した。移籍1年目の2004年、5月14日からと7月30日からの2回故障者リスト入りで45試合の登板に留まったが、防御率1.69、4勝0敗21セーブを記録した。球団は2005年の900万ドルのオプションを行使した。2005年は1年を通して活躍し、38セーブを記録した。一方、チームは2ゲーム差で地区2位に終わった。

### メッツ時代
クローザーを必要としていたメッツはFA市場でワグナーが1番と判断し、2005年11月29日に4年総額4300万ドル（5年目は球団オプション）の長期契約を結んだ。前半にはセーブ失敗が目立っていたが、7月4日には通算300セーブを達成。8月以降には1つも失敗することなく18連続セーブを記録し、トレバー・ホフマンの46セーブに次ぐリーグ2位の40セーブを記録した。チームは地区優勝でポストシーズン進出を果たしたが、アストロズ時代のポストシーズン通算防御率9.66のワグナーをニューヨークのメディアはポストシーズンの活躍を危惧した。ワグナーは6試合に登板して3セーブを記録したが防御率9.53で、リーグチャンピオンシップシリーズ第2戦では田口壮にソロ本塁打を打たれるなどで3失点を喫し、負け投手となった。

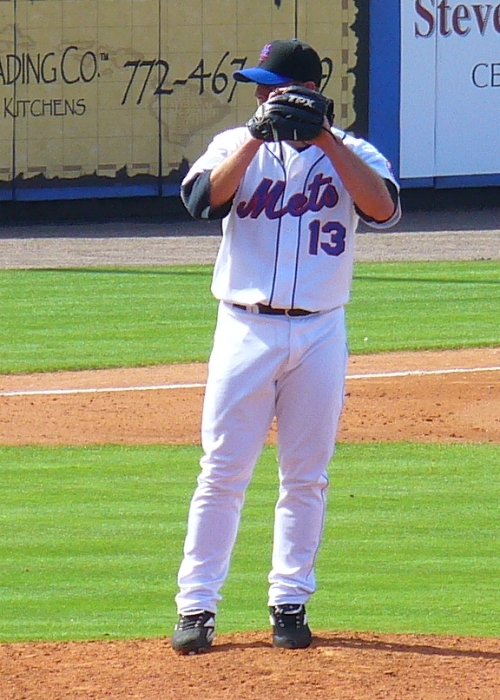
ニューヨーク・メッツでの現役時代
（2007年7月19日）

2007年は序盤から安定した投球を続けていたものの、結局34セーブでシーズンを終えた。2008年も開幕からクローザーとして登板し続け、前年に続き2年連続でオールスターに選出された。8月2日の登板を最後に左ひじを痛め、故障者リスト入りした。トミー・ジョン手術を受けることになり、2009年は絶望的となったが、8月20日のアトランタ・ブレーブス戦で復帰した。

### レッドソックス時代

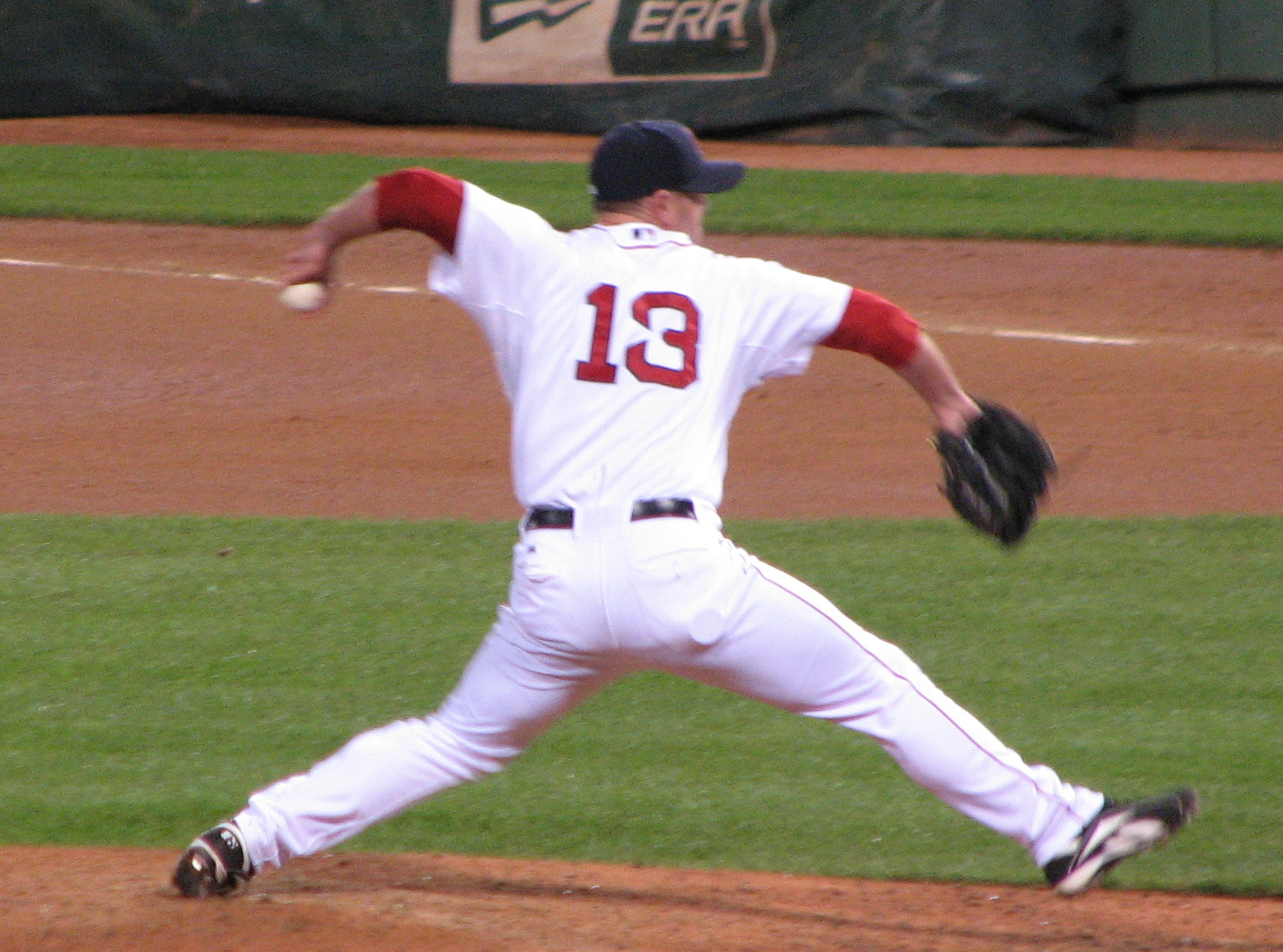
ボストン・レッドソックスでの現役時代
（2009年9月15日）

2009年8月25日、2010年のチームオプションを行使しないことを条件にトレード拒否権を破棄し、後日発表選手2名とのトレードで、ボストン・レッドソックスへ移籍した。

### ブレーブス時代
2009年12月2日、アトランタ・ブレーブスと1年総額700万ドル、2年目は650万ドルのオプションの契約に合意。2010年9月25日にリリーバーでは歴代4位となる1184奪三振を記録し、殿堂入りしたローリー・フィンガーズを抜いた。（この試合はボビー・コックスの監督通算2500勝を記録した日でもあった）
2011年2月12日、ワグナーは、引退の意向を示した。通算セーブ数は左腕では歴代2位（1位はジョン・フランコの424セーブ）であった。

### 引退後
引退後は2013年より地元バージニア州シャーロッツビルにあるミラー高校アルベマール校にて同校野球チームコーチに就任している。
2025年1月21日、得票率82.5%で殿堂入り資格のある最終年10年目にしてアメリカ野球殿堂入りを果たした。殿堂入りを記念し、同年2月4日、古巣アストロズはワグナーの在籍時の背番号『13』を永久欠番に指定することを発表、同年8月17日に欠番表彰式が行われることを発表した。同年2月10日、レリーフの帽子部分に入るロゴはアストロズを選択した。

## 選手としての特徴
メジャーリーガーとしては小柄だが、サイド気味のスリークォーターから繰り出す最速101mph（約163km/h）の速球とキレのあるスライダーが武器。
薬物疑惑とは無縁の人物という評価もある。MLB公式サイトが2020年1月23日、2021年の米国野球殿堂入りメンバー候補について、「もっと注目されるべき5人」の一人としてワグナーを選出したが、それは全米野球記者協会の投票で前回から得票率を9%以上アップさせた候補者の中で薬物疑惑とは無縁の候補者に絞ったものであった。

## 詳細情報

### 年度別投手成績
| 年 度     | 球 団     | 登 板 | 先 発 | 完 投 | 完 封 | 無 四 球 | 勝 利 | 敗 戦 | セ 丨 ブ | ホ 丨 ル ド | 勝 率 | 打 者 | 投 球 回 | 被 安 打 | 被 本 塁 打 | 与 四 球 | 敬 遠 | 与 死 球 | 奪 三 振 | 暴 投 | ボ 丨 ク | 失 点 | 自 責 点 | 防 御 率 | W H I P |
| --------- | --------- | ----- | ----- | ----- | ----- | -------- | ----- | ----- | -------- | ----------- | ----- | ----- | -------- | -------- | ----------- | -------- | ----- | -------- | -------- | ----- | -------- | ----- | -------- | -------- | ------- |
| 1995      | HOU       | 1     | 0     | 0     | 0     | 0        | 0     | 0     | 0        | --          | ----  | 1     | 0.1      | 0        | 0           | 0        | 0     | 0        | 0        | 0     | 0        | 0     | 0        | 0.00     | 0.00    |
| 1996      | HOU       | 37    | 0     | 0     | 0     | 0        | 2     | 2     | 9        | --          | .500  | 212   | 51.2     | 28       | 6           | 30       | 2     | 3        | 67       | 1     | 0        | 16    | 14       | 2.44     | 1.12    |
| 1997      | HOU       | 62    | 0     | 0     | 0     | 0        | 7     | 8     | 23       | --          | .467  | 277   | 66.1     | 49       | 5           | 30       | 1     | 3        | 106      | 3     | 0        | 23    | 21       | 2.85     | 1.19    |
| 1998      | HOU       | 58    | 0     | 0     | 0     | 0        | 4     | 3     | 30       | --          | .571  | 247   | 60.0     | 46       | 6           | 25       | 1     | 0        | 97       | 2     | 0        | 19    | 18       | 2.70     | 1.18    |
| 1999      | HOU       | 66    | 0     | 0     | 0     | 0        | 4     | 1     | 39       | 2           | .800  | 286   | 74.2     | 35       | 5           | 23       | 1     | 1        | 124      | 2     | 0        | 14    | 13       | 1.57     | 0.78    |
| 2000      | HOU       | 28    | 0     | 0     | 0     | 0        | 2     | 4     | 6        | 0           | .333  | 129   | 27.2     | 28       | 6           | 18       | 0     | 1        | 28       | 7     | 0        | 19    | 19       | 6.18     | 1.66    |
| 2001      | HOU       | 64    | 0     | 0     | 0     | 0        | 2     | 5     | 39       | 0           | .286  | 251   | 62.2     | 44       | 5           | 20       | 0     | 5        | 79       | 3     | 0        | 19    | 19       | 2.73     | 1.02    |
| 2002      | HOU       | 70    | 0     | 0     | 0     | 0        | 4     | 2     | 35       | 0           | .667  | 289   | 75.0     | 51       | 7           | 22       | 5     | 2        | 88       | 6     | 0        | 21    | 21       | 2.52     | 0.97    |
| 2003      | HOU       | 78    | 0     | 0     | 0     | 0        | 1     | 4     | 44       | 0           | .200  | 335   | 86.0     | 52       | 8           | 23       | 5     | 3        | 105      | 4     | 0        | 18    | 17       | 1.78     | 0.87    |
| 2004      | PHI       | 45    | 0     | 0     | 0     | 0        | 4     | 0     | 21       | 1           | 1.000 | 182   | 48.1     | 31       | 5           | 6        | 1     | 2        | 59       | 1     | 0        | 16    | 13       | 2.42     | 0.77    |
| 2005      | PHI       | 75    | 0     | 0     | 0     | 0        | 4     | 3     | 38       | 0           | .571  | 297   | 77.2     | 45       | 6           | 20       | 2     | 3        | 87       | 3     | 1        | 17    | 13       | 1.51     | 0.84    |
| 2006      | NYM       | 70    | 0     | 0     | 0     | 0        | 3     | 2     | 40       | 0           | .600  | 297   | 72.1     | 59       | 7           | 21       | 1     | 4        | 94       | 2     | 0        | 22    | 18       | 2.24     | 1.11    |
| 2007      | NYM       | 66    | 0     | 0     | 0     | 0        | 2     | 2     | 34       | 0           | .500  | 282   | 68.1     | 55       | 6           | 22       | 4     | 2        | 80       | 4     | 0        | 22    | 20       | 2.63     | 1.13    |
| 2008      | NYM       | 45    | 0     | 0     | 0     | 0        | 0     | 1     | 27       | 0           | .000  | 184   | 47.0     | 32       | 4           | 10       | 0     | 0        | 52       | 2     | 0        | 17    | 12       | 2.30     | 0.89    |
| 2009      | NYM       | 2     | 0     | 0     | 0     | 0        | 0     | 0     | 0        | 0           | ----  | 7     | 2.0      | 0        | 0           | 1        | 0     | 0        | 4        | 0     | 0        | 0     | 0        | 0.00     | 0.50    |
| 2009      | BOS       | 15    | 0     | 0     | 0     | 0        | 1     | 1     | 0        | 6           | .500  | 56    | 13.2     | 8        | 1           | 7        | 0     | 1        | 22       | 1     | 0        | 5     | 3        | 1.98     | 1.10    |
| '09計     | BOS       | 17    | 0     | 0     | 0     | 0        | 1     | 1     | 0        | 6           | .500  | 63    | 15.2     | 8        | 1           | 8        | 0     | 1        | 26       | 1     | 0        | 5     | 3        | 1.72     | 1.02    |
| 2010      | ATL       | 71    | 0     | 0     | 0     | 0        | 7     | 2     | 37       | 0           | .778  | 268   | 69.1     | 38       | 5           | 22       | 3     | 3        | 104      | 2     | 0        | 14    | 11       | 1.43     | 0.87    |
| MLB：16年 | MLB：16年 | 853   | 0     | 0     | 0     | 0        | 47    | 40    | 422      | 9           | .540  | 3600  | 903.0    | 601      | 82          | 300      | 26    | 33       | 1196     | 43    | 1        | 262   | 232      | 2.31     | 1.00    |

### 年度別守備成績
| 年 度 | 球 団 | 投手（P） | 投手（P） | 投手（P） | 投手（P） | 投手（P） | 投手（P） |
| 年 度 | 球 団 | 試 合     | 刺 殺     | 補 殺     | 失 策     | 併 殺     | 守 備 率  |
| ----- | ----- | --------- | --------- | --------- | --------- | --------- | --------- |
| 1995  | HOU   | 1         | 0         | 0         | 0         | 0         | ----      |
| 1996  | HOU   | 37        | 2         | 3         | 0         | 0         | 1.000     |
| 1997  | HOU   | 62        | 2         | 7         | 1         | 0         | .900      |
| 1998  | HOU   | 58        | 2         | 2         | 1         | 0         | .800      |
| 1999  | HOU   | 66        | 2         | 5         | 0         | 1         | 1.000     |
| 2000  | HOU   | 28        | 1         | 2         | 0         | 0         | 1.000     |
| 2001  | HOU   | 64        | 1         | 5         | 1         | 0         | .857      |
| 2002  | HOU   | 70        | 5         | 9         | 0         | 0         | 1.000     |
| 2003  | HOU   | 78        | 5         | 11        | 0         | 0         | 1.000     |
| 2004  | PHI   | 45        | 3         | 7         | 0         | 0         | 1.000     |
| 2005  | PHI   | 75        | 4         | 6         | 0         | 1         | 1.000     |
| 2006  | NYM   | 70        | 1         | 11        | 0         | 0         | 1.000     |
| 2007  | NYM   | 66        | 1         | 7         | 1         | 0         | .889      |
| 2008  | NYM   | 45        | 1         | 2         | 0         | 0         | 1.000     |
| 2009  | NYM   | 2         | 0         | 0         | 0         | 0         | ----      |
| 2009  | BOS   | 15        | 0         | 2         | 0         | 0         | 1.000     |
| '09計 | BOS   | 17        | 0         | 2         | 0         | 0         | 1.000     |
| 2010  | ATL   | 71        | 3         | 7         | 1         | 0         | .909      |
| MLB   | MLB   | 853       | 33        | 86        | 5         | 2         | .960      |

### 表彰
- ローレイズ・リリーフマン賞：1回（1999年）
- DHL デリバリー・マン・オブ・ザ・マンス：1回（2007年7月）

### 記録
- MLBオールスターゲーム選出：6回（1999年、2001年、2003年、2005年、2007年、2008年）

### 背番号
- 13（1995年 - 2010年）※ヒューストン・アストロズの永久欠番